# Pelochyta umbrata
Pelochyta umbrata är en fjärilsart som beskrevs av George Francis Hampson 1901. Pelochyta umbrata ingår i släktet Pelochyta och familjen björnspinnare. Inga underarter finns listade i Catalogue of Life.